# Fünfflecken-Buntbarsch
Der Fünfflecken-Buntbarsch (Hemichromis fasciatus) ist eine mittelgroße afrikanische Buntbarschart.

## Verbreitung
Er ist in Westafrika vom Senegal bis Nigeria und dem Einzugsgebiet des Tschadsees im Nordosten weit verbreitet. Außerdem kommt er im Stromgebiet des Nils und im Bokou-See und Djara-See (Seen von Ounianga) im nördlichen Tschad vor. 

## Beschreibung
Der Fünfflecken-Buntbarsch wird 20 bis 26,5 cm lang, maximal 300 g schwer und hat eine typische, bullige Buntbarschgestalt mit großem Kopf und großem Maul. Der Körper ist leicht gestreckt bis hochrückig und seitlich leicht abgeflacht. Das Kopfprofil ist über den Augen deutlich eingebuchtet. Die Grundfärbung ist olivbraun oder hell graugrün. Auf den Körperseiten befinden sich die namensgebenden dunklen Flecken, die rund oder oval sein können oder sich zu Querstreifen verlängern können. Der erste dieser Flecken befindet sich auf und direkt hinter dem Kiemendeckel, der letzte auf dem Schwanzstiel. Der Rücken ist oft dunkler. Unterkiefer, Wangen, Kiemendeckel, Brust und Bauch sind leicht rötlich. Bei dominanten Tieren werden diese Partien kräftig rot. Die unpaaren Flossen sind bräunlich oder transparent gräulich, die Rückenflosse und der obere Rand der Schwanzflosse sind manchmal rot gesäumt. Die transparenten, bräunlichen oder rotbraunen Bauchflossen haben manchmal schwarze Vorderkanten. Auf Grund des großen Verbreitungsgebietes besitzen die verschiedenen Populationen eine gewisse Variabilität in ihren morphologischen und meristischen (zählbaren) Merkmalen. Diese sind jedoch zu gering und unsicher um daraus Unterarten abzuleiten.
Von den anderen Arten der Hemichromis-Artengruppe unterscheidet sich der Fünfflecken-Buntbarsch vor allem durch zahlreiche schwarze Punkte zwischen den ersten drei dunklen Flecken im vorderen Bereich der Körperseiten. Von Hemichromis elongatus unterscheidet sich der Fünfflecken-Buntbarsch außerdem durch eine höhere Zahl von Weichstrahlen in der Afterflosse [8–11 (10) vs. 7–10 (9)], mehr Schuppen in einer Längsreihe auf den Körperseiten [29–32 (29) vs. 28–30 (29)], mehr Schuppen entlang der unteren Seitenlinie  [10–14 (12) vs. 8–12 (11)] und einen kürzeren Kopf und eine kürzere Schnauze im Vergleich zur Kopflänge.
- Flossenformel: Dorsale XIV–XV/10–13, Anale III/8–11.[5][3]
- Schuppenformel 16–19/8–12 (SL), 26–27 (mLR).[5]

## Lebensweise
Der Fünfflecken-Buntbarsch kommt in verschiedenen Gewässern, sowohl in Savannen als auch in Wäldern vor, nicht aber in den schnell fließenden oberen Bereichen von Flüssen und Bächen und in Stromschnellen, aber eventuell auch in schwach brackigen Bereichen im Mündungsbereich der Flüsse. Er ernährt sich vor allem von Krebstieren, Insekten und kleineren Fischen. Die Art bildet große Reviere, ist ein Offenbrüter und bildet eine Elternfamilie. Beide Eltern kümmern sich um Larven und Jungfische über einen Zeitraum von etwa 4 bis 8 Wochen.

## Systematik
Gattung und Art wurden 1857 durch den deutschen Naturforscher Wilhelm Peters erstmals wissenschaftlich beschrieben. Hemichromis fasciatus ist damit die Typusart der Gattung Hemichromis, die gegenwärtig vier wissenschaftlich beschriebene Arten umfasst. Die Hemichromis-Form im ghanaischen Bosumtwisee, 1979 durch Loiselle als eigenständige Art (Hemichromis frempongi) beschrieben, steht phylogenetisch innerhalb der westafrikanischen Fünfflecken-Buntbarsche und wurde 2021 mit Hemichromis fasciatus synonymisiert. Die Fünfflecken-Buntbarsche aus dem nördlichen Niederguinea wurden 2021 als eigenständige Art (Hemichromis camerounensis) beschrieben.